# Ореша (Румунія)
Ореша (рум. Orășa) — село у повіті Бакеу в Румунії. Входить до складу комуни Лівезь.
Село розташоване на відстані 226 км на північ від Бухареста, 20 км на південний захід від Бакеу, 103 км на південний захід від Ясс, 148 км на північний захід від Галаца, 122 км на північний схід від Брашова.

## Населення
За даними перепису населення 2002 року у селі проживали 948 осіб, усі — румуни. Усі жителі села рідною мовою назвали румунську.